# ATS-flyveplan
En ATS-flyveplan (ATS står for "Air Traffic Service", engelsk for lufttrafiktjeneste) er en officiel formular, hvori en pilot eller operatør (flyselskab) meddeler trafiktjenestesystemet, at man vil gennemføre en given flyvning.
ATS-flyveplanen indeholder dels generelle oplysninger om, hvem den ansvarlige pilot er, hvilket fly der er tale om, hvor mange passagerer, redningsudstyr m.v. man har med, dels oplysninger om selve flyvningen; hvor man vil flyve hen, hvilken rute man følger, og hvornår man forventer at være hvor på denne rute.
Ifølge reglerne skal der indsendes en ATS-flyveplan mindst en time før start, for alle flyvninger under instrumentflyvningsreglerne, for alle flyvninger der sker helt eller delvis i kontrolleret luftrum (og visse andre områder udpeget af Statens luftfartsvæsen), og med visse undtagelser for flyvninger der passerer en territorialgrænse.
Et andet dokument, der også omtales som en "flyveplan", er en driftflyveplan; et detaljeret "regnestykke" over kurser, distancer, vindpåvirkning, hastigheder, forbrug af tid og brændstof og meget andet for en given flyvetur.